# Zoji La
Zoji La là tên của một ngọn đèo nằm ở khu vực phía tây dãy núi Himalaya. Cụ thể hơn, nó nằm ở trên đường quốc lộ 1 đoạn giữa Srinagar và Leh, bang Jammu và Kashmir, Ấn Độ. Nó nằm biệt lập hoàn toàn với thung lũng Kashmir về phía tây và thung lũng Dras về phía đông bắc.

## Vị trí
Zoji La cách Srinagar- thành phố trung tâm của bang khoảng 100 km và 15 km từ thị trấn Sinmarg. Nó là một mối liên kết với khu vực Ladakh và thung lũng Kashmir. Độ cao của nó là khoảng 3,528 mét (11,575 feet) và là ngọn đồi cao thứ 2 sau đèo Fotu La trên quốc lộ Srinagar-Leh. Vào mùa đông, con đường đi ngang qua đèo Zoji La thường bị đóng cửa do tuyết rơi, mặc dù các thành viên của tổ chức BRO (tổ chức đường giao thông biên giới; tiếng Anh: Border Roads Organisation) đang ra sức nỗ lực để duy trì tuyến đường mở cửa suốt mùa đông. Và khi lái xe băng qua ngọn đèo này vào mùa đông, ta sẽ thấy như lái xe băng qua những bức tường băng ở cả hai bên.

## Tên gọi
Việc dùng từ "đèo Zoji La" thực chất là dùng sai tên. Bởi vì bản thân chữ "La" trong tiếng Tibetan, Ladakhi và một vài ngôn ngữ của người Hymalaya có nghĩa là đèo.

## Cuộc chiến Ấn Độ-Pakistan năm 1947
Trong suốt cuộc chiến Ấn Độ-Pakistan năm 1947, ngọn đèo này bị quân chi viện của Pakistan chiếm đóng Vào năm 1948 trong chiến dịch chiếm đóng khu vực Ladakh. Sau đó vào ngày 1 tháng 11 cùng năm, một cuộc đột kích mang tên là Operation Bison được thực hiện bởi phe đối lập đã thành công hoàn toàn và tái chiếm lại ngọn đèo này.

## Hầm Zoji La
Hầm Zoji La là một dự án được chính phủ Ấn Độ phê duyệt vào tháng 1 năm 2018 và lễ khởi công do thủ tướng nước này chủ trì diễn ra vào tháng 5 năm 2918. Đường hầm này tuy chỉ dài vỏn vẹn 14 km nhưng nó lại giảm thời gian vược qua ngọn đèo này từ 3 giờ xuống đến 15 phút. Chi phí của đường hầm này lên đến 930 triệu Đô-la.